# Emil Pfennigsdorf
Emil Ludwig Friedrich Pfennigsdorf (* 10. Juni 1868 in Plötzkau; † 8. April 1952 in Bonn) war ein deutscher evangelischer Professor für Praktische Theologie an der Universität Bonn.

## Leben und Werk
Nach Studium der evangelischen Theologie und Promotion absolvierte Emil Pfennigsdorf sein Vikariat in der anhaltinischen Landeskirche. Von 1894 bis 1899 war er in Harzgerode Pastor und anschließend bis 1901 Oberprediger. 1912 wurde er Pfarrer in Düsseldorf. Bereits zu dieser Zeit war er Herausgeber der Zeitschrift Der Geisteskampf der Gegenwart – Monatsschrift für Förderung und Vertiefung christlicher Bildung und Weltanschauung. Pfennigsdorf wurde ein Jahr später, 1913, Professor für Praktische Theologie an der Universität Bonn.
Sohn Hans (geb. 1897) aus erster Ehe fiel 1916 während des Ersten Weltkriegs. In zweiter Ehe war Pfennigsdorf mit Erika, geb. Otte verheiratet (1880–1954). 1908 wurde ihr gemeinsamer Sohn Udo (gest. 1989) geboren.
Während des Ersten Weltkriegs beteiligte sich Emil Pfennigsdorf an theologischen Lehrgängen für Feldgeistliche. Spätestens in dieser Zeit formulierte er seine zeittypische dezidiert nationalprotestantische Gesinnung:

„Christentum und Deutschtum gehören zusammen! Ein Deutschtum, gereinigt und geklärt durch den Geist Christi, und ein Christentum, erfaßt mit der Innigkeit, Kraft und Tiefe des deutschen Geistes – das muß das Ziel unserer Geschichte bleiben.“

Im Jahr 1917 erwarb das Ehepaar Pfennigsdorf ein herrschaftliches Haus in der Bonner Poppelsdorfer Allee 108, das ohne das Erbe der Ehefrau von Pfennigsdorfs Professorengehalt nicht zu finanzieren gewesen wäre. Das in der Mitte des 19. Jahrhunderts errichtete Bürgerhaus wird bis heute von der von Udo Pfennigsdorf ins Leben gerufenen Stiftung Pfennigsdorf unterhalten und ist von ihr mit einem Interieur aus der Zeit um 1900 ausgestattet worden. Der Maler Paul Türoff schuf 1929/30 große Porträtbilder von Emil und Erika Pfennigsdorf. 1918 wurde Emil Pfennigsdorf Ehrenphilister des Bonner Wingolf. 1925 wurde er zum Konsistorialrat der Evangelischen Kirche der Altpreußischen Union ernannt.

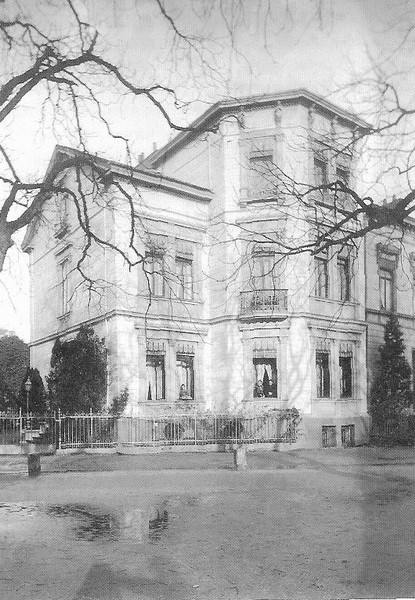
Poppelsdorfer Allee 108 um 1900

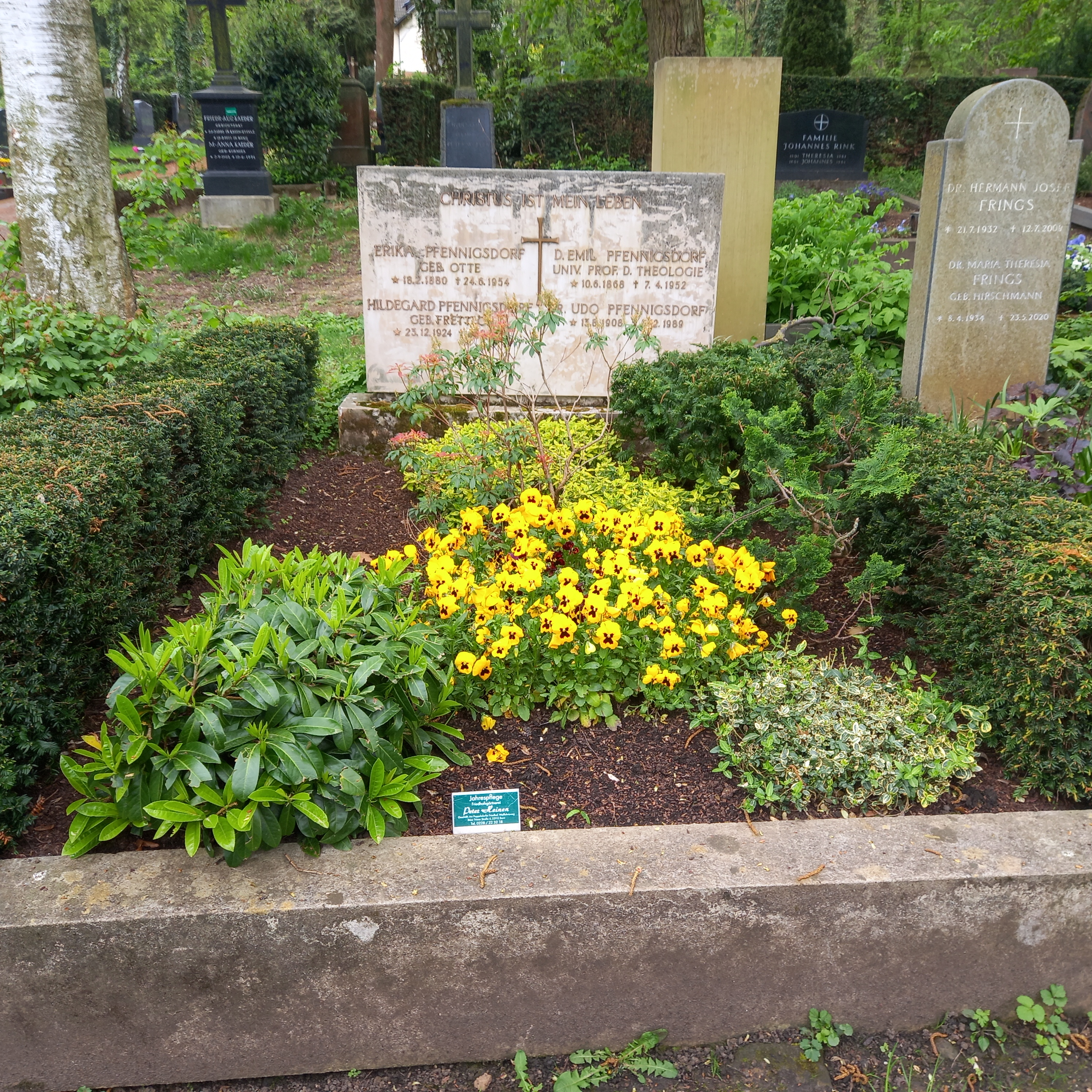
Das Grab von Emil Pfenngigsdorf und seiner Ehefrau Erika geborene Otte auf dem Poppelsdorfer Friedhof in Bonn

Pfennigsdorf zeigte bereits zu Beginn der 1930er-Jahre deutliche Sympathien für den Nationalsozialismus und wurde damit innerhalb der evangelischen Fakultät der Bonner Universität zum Gegenspieler von Karl Ludwig Schmidt und Karl Barth. Nachdem Pfennigsdorf 1933 Dekan der Fakultät geworden war, forcierte er die Entlassung von Schmidt, Barth und anderen Regimekritikern. Bis 1937 war Pfennigsdorf förderndes Mitglied der SS und bis 1938 Mitglied der Deutschen Christen. 1936 wurde Emil Pfennigsdorf emeritiert. Im Entnazifizierungsverfahren nach dem Zweiten Weltkrieg wurde er als „sehr belastet“ eingestuft.

## Werke

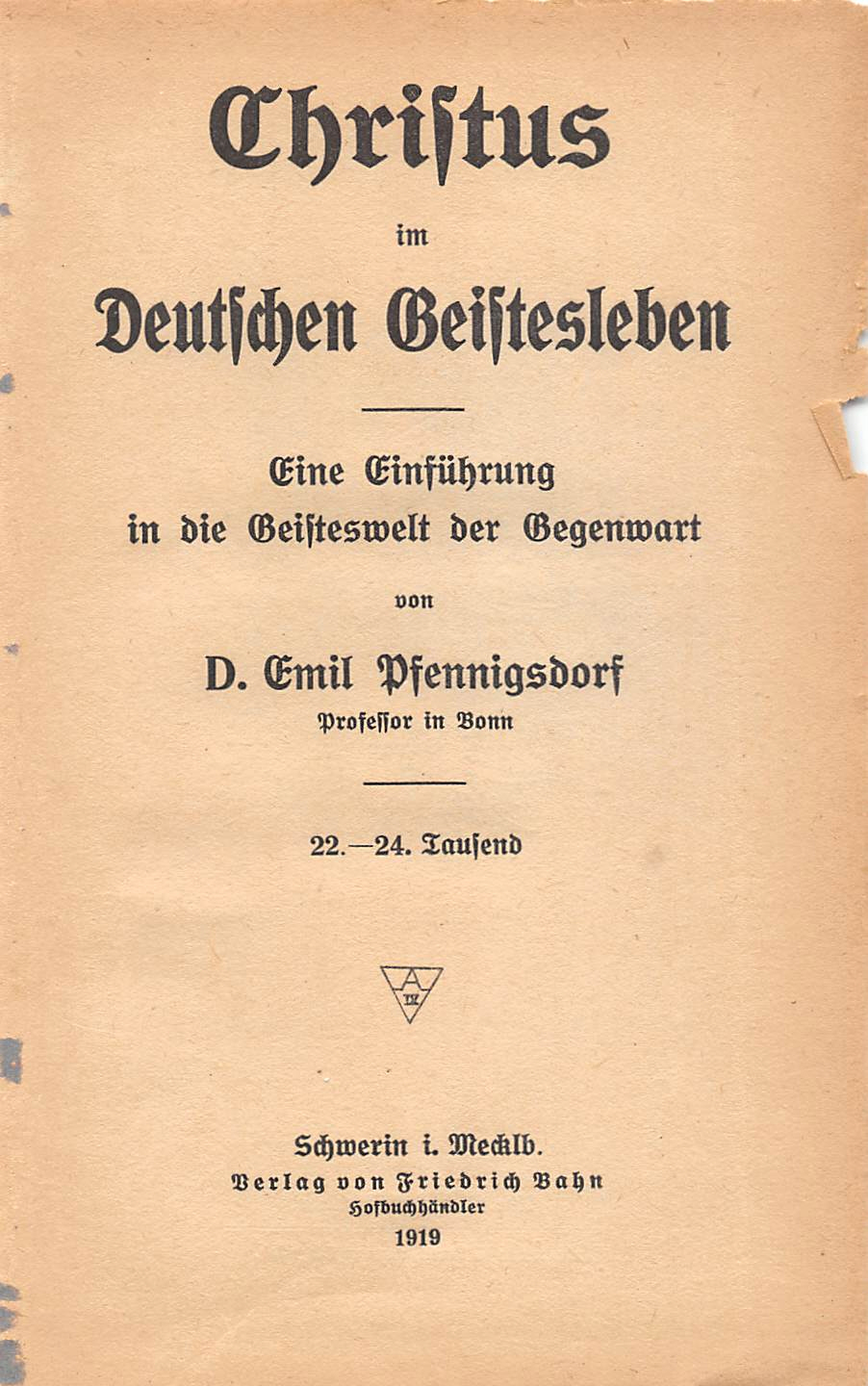
Buchtitel von 1919

- Christus im modernen Geistesleben. Christliche Einführung in die Geisteswelt der Gegenwart. Der gebildeten evangelischen Jugend und ihren Freunden dargeboten. Schwerin 1902.
- Geschichte der Stadt Harzgerode. Festschrift zur Einweihung des neuen Rathauses am 6. März 1901, Harzgerode 1901.
- Friedrich Nietzsche und das Christentum. Selbstverlag 1902.
- Kriegsfrömmigkeit und Evangelium, in: Gerhard Füllkrug (Hrsg.): Theologischer Lehrgang für die feldgraue Geistlichkeit in Ost und West. Leipzig (1918), S. 104–110.
- Christus im deutschen Geistesleben. Eine Einführung in die Geisteswelt der Gegenwart. Schwerin 1919. (Digitalisat).
- Im Kampf um den Glauben: Vorträge, Abhandlungen und Aufsätze zu Lebensfragen der Gegenwart. Gütersloh 1919. (Digitalisat).
- Der Schlüssel zum Glauben. Schwerin 1920.
- Persönlichkeit – Eine christliche Lebensphilosophie für die neue Zeit. Schwerin 1921.
- Wie lehren wir Evangelien? Ein Methodenbuch auf psychologischer Grundlage für die Praxis des Religionsunterrichts in Schule und Kirche. Leipzig/Erlangen 1921.
- Das Problem des theologischen Denkens : Eine Einführung in die Fragen, Aufgaben und Methoden der gegenwärtigen Theologie. Leipzig 1925.
- Der religiöse Wille: Ein Beitrag zum psychologischen Verständnis des Christentums und seiner praktischen Aufgaben. Leipzig 1927. (Digitalisat).
- Naturwissenschaft und Apologetik. Gütersloh 1927.
- Praktische Theologie. Ein Handbuch für die Gegenwart. Gütersloh 1929. (Digitalisat).
- Wider die falschen Fronten. Ein Wort zum Frieden in der Evangelischen Kirche. Offener Brief an Herrn Präses D. Koch und seine Bekenntnisfront. Bonn 1934.
- Der kritische Gottesbeweis. München 1938.
- Der Menschensohn: Wesen – Geheimnis – Wirken. München 1948.